# Grobiņa
Grobiņa (németül: Grobin, litvánul: Gruobinia) város Lettországban a Balti-tenger közelében. A 2009-es közigazgatási reformig Lettország Liepāja járásához tartozott.

## Története
Grobiņa már időszámításunk előtt is lakott hely volt. Ásatások során viking település nyomait találták meg, feltehetően a Gotland szigetén élő viking törzsek kolóniája volt itt.
A középkorban a Kardtestvérek építettek itt erődítményt, amely később a Német Lovagrend fennhatósága alá került. Ezt az erődítményt a livóniai és a nagy északi háborúban egyaránt lerombolták. A második világháború idején a Wehrmacht egyik baltikumi főhadiszállása volt a városban.
A település 1695-ben kapott városi jogokat.

## Lakossága
Grobiņa lakosságának 89,4%-a lett, 3,5%-a orosz, 2,4%-a litván, 1,2%-a ukrán, 3,5%-a pedig egyéb nemzetiségű.

## Látnivalók
- A település határában feltárt viking település és viking sírok.
- Grobiņa vára